# Austrosaropogon melanops
Austrosaropogon melanops là một loài ruồi trong họ Asilidae. Austrosaropogon melanops được Daniels miêu tả năm 1991. Loài này phân bố ở miền Australasia.